# Music to Scream To
Music to Scream To — третий альбом-саундтрек Поппи, выпущенный 20 октября 2020 года на Sumerian Records. Он послужил саундтреком к графическому роману певицы Poppy’s Inferno, который был выпущен в тот же день. Это также первый альбом, полностью сочинённый и спродюсированный Поппи.

## Об альбоме
В январе 2020 года Поппи объявила через свои социальные медиа о выпуске продолжения своего графического романа 2019 года Genesis 1 под названием Poppy’s Inferno. Изначально книга должна была выйти в июле 2020 года, сопровождаемая новым саундтреком под названием Music to Scream To. В интервью журналу Revolver Поппи упомянула, что она и её тогдашний жених Ghostemane в то время работали над треками для саундтрека, который будет написан под влиянием нойза. Из-за пандемии COVID-19 дата релиза несколько раз откладывалась, пока книга и саундтрек не вышли 20 октября 2020 года.

## Отзывы критиков
| Оценки критиков | Оценки критиков |
| Источник        | Оценка          |
| --------------- | --------------- |
| Sputnikmusic    | 1.0/5           |

Sputnikmusic раскритиковал выпуск альбома, заявив, что Music to Scream To — это «диковинка», «маркетинговая уловка» и что «треки — это просто одна бездушная нота за другой». Paper отметил, что его «цифровые визги, почти беззвучные отрезки и изменённый окружающий шум предлагают слушателю возможность для импровизационного крика».

## Список композиций
Вся музыка написана Поппи.
| №                   | Название                      | Длительность |
| ------------------- | ----------------------------- | ------------ |
| 1.                  | «Scream»                      | 0:54         |
| 2.                  | «Screamm»                     | 8:33         |
| 3.                  | «Screammm» (при участии Gasm) | 4:26         |
| 4.                  | «Screammmm»                   | 6:12         |
| 5.                  | «Screammmmm»                  | 6:12         |
| 6.                  | «Screammmmmm»                 | 7:34         |
| Общая длительность: | Общая длительность:           | 33:54        |